# Daisuke Kimori
Daisuke Kimori (樹森 大介 Kimori Daisuke?, nacido el 28 de julio de 1977 en Saitama) es un exfutbolista japonés. Jugaba de delantero y su último club fue el Tonan Maebashi de Japón. Actualmente dirige al Albirex Niigata de la J1 League.

## Trayectoria

### Clubes
| Club            | País  | Año         |
| --------------- | ----- | ----------- |
| Shonan Bellmare | Japón | 2000 - 2002 |
| Mito HollyHock  | Japón | 2003 - 2004 |
| Thespa Kusatsu  | Japón | 2005        |
| Tonan Maebashi  | Japón | 2006 - 2008 |

### Como entrenador
| Club            | País  | Año           |
| --------------- | ----- | ------------- |
| Albirex Niigata | Japón | 2025-presente |